# Iván Herrera
Ivan Rodrigo Herrera Muñoz (Talcahuano, Chile, 10 de octubre de 1985) es un futbolista chileno. Juega como Mediocampista. 

## Clubes
| Club                  | País  | Año       |
| --------------------- | ----- | --------- |
| Huachipato            | Chile | 2005-2006 |
| Rangers               | Chile | 2007      |
| Huachipato            | Chile | 2007-2008 |
| Naval                 | Chile | 2009      |
| Deportes Puerto Montt | Chile | 2010      |
| Coquimbo Unido        | Chile | 2011      |
| Deportes Valdivia     | Chile | 2013-2014 |
| Iberia                | Chile | 2014-2015 |
| Naval                 | Chile | 2015-2016 |
| Deportes Santa Cruz   | Chile | 2016-2016 |
| Deportes Melipilla    | Chile | 2017      |